# تورجین ال روبیو
تورجین ال روبیو (به اسپانیایی: Torrejón el Rubio) یک دهستان‌های اسپانیا و دهستان و شهرک در اسپانیا است که در استان کاسرس واقع شده‌است. تورجین ال روبیو ۲۲۱ کیلومتر مربع مساحت دارد.